# اچ‌ام‌سی‌اس سی‌اچ-۱۵
اچ‌ام‌سی‌اس سی‌اچ-۱۵ (به انگلیسی: HMCS CH-15) یک زیردریایی بود که طول آن ۱۵۰ فوت (۴۶ متر) بود. این زیردریایی در سال ۱۹۱۵ ساخته شد.